# Hamura

Hamura (羽村市 Hamura-shi?) este un municipiu din Japonia, zona metropolitană Tokyo.